# Adam Niedenthal
Adam Ignacy Niedenthal, ps. Zawadzki, Wroński (ur. 31 lipca 1898 w Krasiczynie, zm. 27 września 1944 w Oflagu VI B Dössel) – podporucznik piechoty rezerwy Wojska Polskiego, działacz niepodległościowy, kawaler Orderu Virtuti Militari.

## Życiorys
Urodził się 31 lipca 1898 w Krasiczynie, w ówczesnym powiecie przemyskim Królestwa Galicji i Lodomerii, w rodzinie Władysława (ur. 1862), starszego kontrolera Skarbu, i Marii z Zawadzkich h. Rogala (1869–1936), córki c. k. komisarza powiatowego. Był bratem działaczy niepodległościowych i podporuczników piechoty rezerwy Wojska Polskiego: Stanisława Jana (ur. 1897), odznaczonego Medalem Niepodległości i Kazimierza (ur. 1900), odznaczonego Krzyżem Niepodległości. Do szkół powszechnych uczęszczał w Bochni i Warężu, a do gimnazjum w Sokalu, Lwowie, Pradze i ponownie we Lwowie. W 1916 zdał tam egzamin dojrzałości w Filii c. k. IV Gimnazjum. W tym samym roku rozpoczął studia wyższe na Wydziale Chemii Technicznej c. k. Szkoły Politechnicznej we Lwowie. We wrześniu 1917 został wcielony do cesarskiej i królewskiej Armii i przydzielony do 58 pułku piechoty, w którym służył do września następnego roku.
Od 1 listopada 1918 jako członek Polskiej Organizacji Wojskowej walczył w obronie Lwowa na odcinku II. 4 listopada został ranny. Po wyleczeniu walczył z Ukraińcami w szeregach 7 kompanii 38 pułku piechoty, a następnie 8 kompanii 5 pułku piechoty Legionów.
Od 20 lipca 1919 walczył przeciwko bolszewikom na Wołyniu i Polesiu w szeregach 7 kompanii 35 pułku piechoty. W trakcie walk awansował na kaprala i plutonowego. Wyróżnił się 23 stycznia 1920 jako dowódca patrolu w walce z bolszewicką placówką we wsi Worotyń Mały. 6 czerwca 1920 dowódca 7 kompanii, podporucznik Stanisław Uszakiewicz sporządził „wniosek na odznaczenie orderem «Virtuti Militari»”, w którym napisał: 

dnia 23 I 1920 otrzymał plut. Adam Niedenthal-Zawadzki na czele 15 ludzi rozkaz spatrolować okolicę wsi Worotyń Mały, odległej 15 wiorst od naszej pozycji w Słobódce. Dowiedziawszy się po drodze od chłopów, że we wsi stoi bolszewicka placówka w sile 16 ludzi, wystawiająca 1 wedetę na krańcu wsi i że teren dookoła tejże wsi jest niezalesiony i równy w promieniu 1⅛ wiorsty, umieścił patrol za trzema chłopskimi sańmi z sianem i podsunął się w ten sposób, niepostrzeżenie na odległość paru kroków od wedety nieprzyjacielskiej. Po rozbrojeniu tejże oraz otrzymaniu od niej informacji, gdzie znajduje się placówka, rozkazał plut. Niedenthal-Zawadzki otoczyć kwaterę, w której znajdowało się 16 bolszewików. Gdy ci na widok naszych żołnierzy poczęli strzelać przez okna i drzwi oraz rzucać granaty ręczne, z których 2 padły w odległości paru kroków od dowódcy patrolu i jego ludzi, skoro nie pomogło wywalanie kolbami zabarykadowanych drzwi, plut. Niedenthal-Zawadzki podsunąwszy się pod okno rzucił przez nie do wnętrza chaty granat ręczny, który ranił ciężko 1 bolszewika i zmusił placówkę do poddania się.

Wniosek został zatwierdzony przez dowódcę II batalionu, kapitana Wacława Klaczyńskiego, dowódcę pułku, kapitana Wiktora Nowakowskiego i dowódcę 9 Dywizji Piechoty, pułkownika Mieczysława Trojanowskiego. 28 czerwca 1920 pod wsią Grady na Polesiu został ranny po raz drugi. Do 15 maja 1921 przebywał na leczeniu. W międzyczasie, za wybitne czyny męstwa, został mianowany z dniem 31 grudnia 1920 podporucznikiem.
Od maja do 5 lipca 1921 wziął udział w III powstaniu śląskim jako adiutant batalionu szturmowego 1 pułku piechoty. 25 sierpnia został skierowany do Szpitala „Domu Inwalidów”, a następnie do kadry batalionu zapasowego 35 pp. W styczniu 1922 został zdemobilizowany i przydzielony w rezerwie do 35 pp. Później został przeniesiony w rezerwie do 57 pułku piechoty w Poznaniu. 8 stycznia 1924 został zatwierdzony w stopniu podporucznika ze starszeństwem z 1 czerwca 1919 i 2264. lokatą w korpusie oficerów rezerwy piechoty. W 1934, jako oficer rezerwy pozostawał w ewidencji Powiatowej Komendy Uzupełnień Warszawa Miasto III. Posiadał przydział do Oficerskiej Kadry Okręgowej Nr I. Był wówczas w grupie oficerów „przebywających stale zagranicą”.
W marcu 1922 wyjechał do Brazylii jako delegat Urzędu Emigracyjnego, gdzie początkowo kontynuował leczenie z ran odniesionych na wojnach. Później pracował w szeregu fabryk, firmach i warsztatach w Brazylii, Argentynie, Boliwii, Paragwaju i Urugwaju, specjalizując się w naprawie maszyn do pisania i rachowania. W międzyczasie (1927–1928) pracował w Buenos Aires jako dziennikarz polityczny oraz pracownik Wydziału Konsularnego Poselstwa RP.
8 czerwca 1934 wrócił do Polski i zamieszkał w Warszawie przy ulicy Dobrej 3 m. 14. 13 października tego roku wymeldował się. Później mieszkał przy ulicy Gimnastycznej 13. Pracował w firmie „Block Brun”.
W czasie kampanii wrześniowej walczył w 210 pułku piechoty. Dostał się do niemieckiej niewoli i został osadzony w Oflagu VI B Dössel. Zginął 27 września 1944 w czasie omyłkowego bombardowania obozu przez Królewskie Siły Powietrzne. Został pochowany na cmentarzu komunalnym w Warburgu. Pośmiertnie został awansowany na porucznika.
Był kawalerem, dzieci nie miał.

## Ordery i odznaczenia
- Krzyż Srebrny Orderu Wojskowego Virtuti Militari nr 1770[4] – 28 lutego 1921[25][26]
- Medal Niepodległości – 22 kwietnia 1938 „za pracę w dziele odzyskania niepodległości”[27][4][28]
- Krzyż na Śląskiej Wstędze Waleczności i Zasługi I stopnia nr 4107[4]

4 kwietnia 1938 Komitet Krzyża i Medalu Niepodległości ponownie rozpatrzył jego wniosek, lecz Krzyża Niepodległości nie przyznał.